# Rockwell International

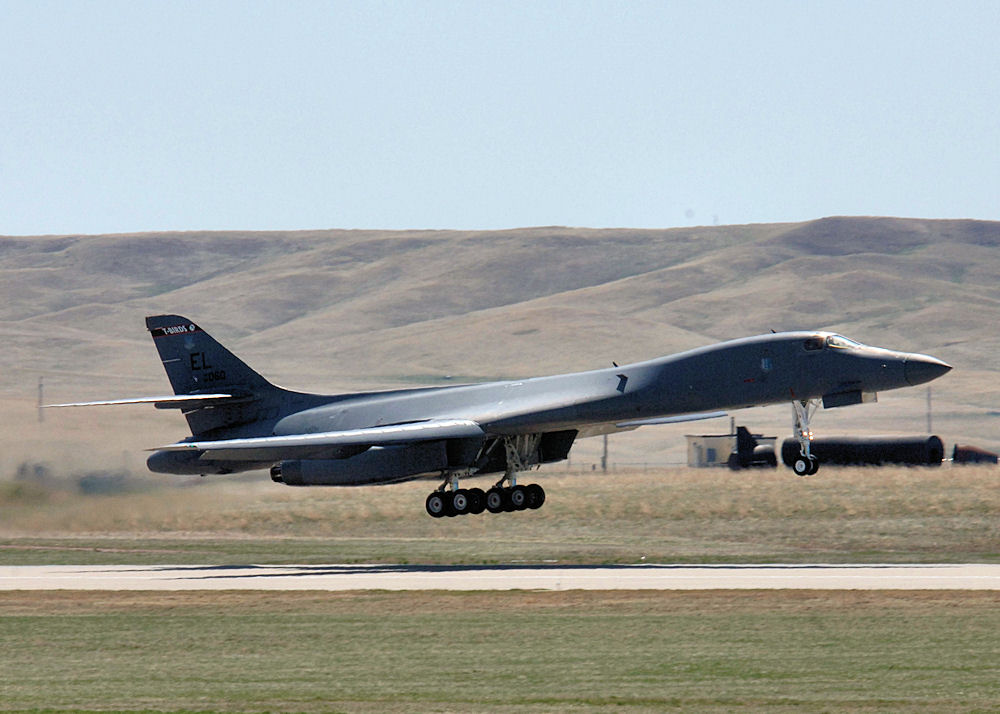
Rockwell B-1 Lancer

«Ро́квелл» (англ. Rockwell International) — американський виробничий конгломерат другої половини XX століття. Виробляв літаки, космічні кораблі. «Роквелл» був заснований в 1919 році Віллардом Роквеллом. На своєму піку в 1990-х роках «Роквелл» посіла 27-е місце в списку Fortune 500 з активами понад 8 млрд доларів, продажами в 27 млрд доларів і 115 000 співробітників.
Випускала космічні кораблі «Аполлон».
Уродженець Бостона Віллард Роквелл (1888—1978) розбагатів на винаході та успішному запуску нової системи підшипників для вантажівок у 1919 році. Він об'єднався свої бізнеси з Timken-Detroit Axle Company (поточна Meritor Inc.) у 1928 і став головою правління компанії в 1940 році.